# La Hidráulica
La Hidráulica es un caserío peruano ubicado en el distrito de Salitral, perteneciente a la provincia de Sullana del departamento de Piura, al norte del Perú. En el 2017 tenía una población de 41 habitantes.